# Guilhem Amesland
Guilhem Amesland est un réalisateur français. Son premier long métrage, Des plans sur la comète, sort en salles en juin 2017.

## Filmographie

### Courts métrages
- 2008 : Demain peut-être avec Oxmo Puccino et Vincent Macaigne
- 2010 : Moonlight Lover avec Vincent Macaigne et Stéphane Soo Mongo
- 2014 : Chez Ramzi

### Longs métrages
- 2017 :  Des plans sur la comète